# Сельское поселение «Село Дабужа»
Се́льское поселе́ние «Село Дабужа» — муниципальное образование в Сухиничском районе Калужской области Российской Федерации.
Административный центр — село Дабужа.

## История
Статус и границы сельского поселения установлены Законом Калужской области от 1 ноября 2004 года № 369-ОЗ «Об установлении границ муниципальных образований, расположенных на территории административно-территориальных единиц "Думиничский район", "Кировский район", "Медынский район", "Перемышльский район", "Сухиничский район", "Тарусский район", "Юхновский район", и наделении их статусом городского поселения, сельского поселения, муниципального района».

## Население
| 2010 | 2012 | 2013 | 2014 | 2015 | 2016 | 2017 |
| ---- | ---- | ---- | ---- | ---- | ---- | ---- |
| 321  | ↗324 | ↘316 | →316 | ↘304 | ↘281 | ↘274 |
| 2018 | 2019 | 2020 | 2021 |      |      |      |
| ↘270 | ↘256 | ↘255 | ↘229 |      |      |      |

## Состав сельского поселения
| № | Населённый пункт | Тип населённого пункта       | Население |
| - | ---------------- | ---------------------------- | --------- |
| 1 | Большевик        | село                         | ↘4        |
| 2 | Верхний Волок    | деревня                      | ↘28       |
| 3 | Дабужа           | деревня                      | ↘16       |
| 4 | Дабужа           | село, административный центр | ↘252      |
| 5 | Забродское       | деревня                      | ↘0        |
| 6 | Лядцы            | деревня                      | ↘0        |
| 7 | Нижний Волок     | деревня                      | ↘21       |